# Åfjärden
Åfjärden är en sjö i Örnsköldsviks kommun i Ångermanland och ingår i Nätraåns huvudavrinningsområde. Sjön har en area på 0,951 kvadratkilometer och ligger 0 meter över havet. Sjön avvattnas av vattendraget Nätraån.
Vid sjön ligger det planerade kommunreservatet Herrgårdsudden.

## Delavrinningsområde
Åfjärden ingår i det delavrinningsområde (701087-163832) som SMHI kallar för Utloppet av Åfjärden. Medelhöjden är 33 meter över havet och ytan är 3,34 kvadratkilometer. Räknas de 183 avrinningsområdena uppströms in blir den ackumulerade arean 1 023,29 kvadratkilometer. Avrinningsområdets utflöde Nätraån mynnar i havet. Avrinningsområdet består mestadels av skog (34 procent) och öppen mark (12 procent). Avrinningsområdet har 0,94 kvadratkilometer vattenytor vilket ger det en sjöprocent på 28,2 procent. Bebyggelsen i området täcker en yta av 0,58 kvadratkilometer eller 17 procent av avrinningsområdet.